# Skærsø
Skærsø är en sjö i Danmark. Den ligger på gränsen mellan Vejens kommun och Koldings kommun i Region Syddanmark, 210 km väster om Köpenhamn. Skærsø ligger 66 meter över havet. Trakten runt Skærsø består till största delen av jordbruksmark.